# アイルランドの政治
アイルランドの政治（アイルランドのせいじ）では、アイルランドにおける政治について記述する。アイルランドはアイルランド島に位置する独立した主権国家であり、首相により率いられる内閣、国家元首である大統領、議会で構成される議院内閣制をとっている。首都はアイルランド島東部の沿岸都市ダブリンである。多くの政党が存在するものの、基本としては二大政党制が形成されており、共和党（Fianna Fáil、フィアナ・フォイル）と 統一アイルランド党（Fine Gael、フィナ・ゲール) で議席の過半を占める。欧州連合の加盟国である。

## 政府

### 憲法
アイルランドの憲法は、1937年に制定されたアイルランド憲法（Bunreacht na hÉireann）である。この憲法は基本的に自由民主主義の考えにのっとり起草された。憲法の改正には国民投票が必要であり、これまでに堕胎、カトリック教会の国家における地位、離婚、欧州連合などのテーマについて判断が国民投票にゆだねられた。

### 元首
アイルランド共和国の元首は大統領（Uachtarán na hÉireann）が務める。基本的には儀礼的な役割のみを果たすことになっているが、部分的な権限が与えられている。国防軍については大統領が総司令官の任にあたるが、実際には首相の指揮下にある。35歳以上の全ての国民が大統領へ立候補することができ、順位指定投票制、直接投票により選出される。大統領職は任期制であり、2期以上務めることはできない。憲法により規定された権限を行使するにあたり、国家評議会（Council of State）の助言を受けることができる。

### 行政機関
行政機関は他の国と同様、閣議により指導される政府により構成される。アイルランドの首相は伝統的にティーショク（Taoiseach）と、副首相はトーニシュタ（Tánaiste）と呼ばれている。首相は下院により指名され、大統領によって任命される。残りの閣僚は首相により指名され、議会の承認を得る必要がある。首相は下院に対して責任を有し、下院において不信任案が可決された場合には、辞任または下院を解散するように大統領に要請しなければならない。

### 立法機関
アイルランドの国民議会は伝統的にウラクタス（Oireachtas）と呼ばれる。ウラクタスは下院と上院で構成されており、それぞれドイル・エアラン（Dáil Éireann）、シャナズ・エアラン（Seanad Éireann）と呼ばれている。下院が優越した権限を有しており、上院には審議を遅らせることしかできない。大統領には法案の拒否権が与えられているが、慣習としてこれは行使されることはない。

### 司法機関
アイルランドの司法はコモン・ロー制をとっており、その機関は法律により規定された最高裁判所、高等法院をはじめとする様々な裁判所により構成されている。裁判官は政府により指名され、大統領により任命され、非行または不適格の場合にのみ両議会の承認を経て解任される。最高裁判所は裁判長と7名の裁判官で構成されており、違憲立法審査権が与えられている。

### 南北アイルランド閣僚級会議
ベルファスト合意および憲法第3条に基づいて、南北閣僚級会議と6つの南北行政委員会（Implementation Bodies）が全アイルランドの一部政策を施行している。会議は2005年現在一時停止している。

## 政党
二大政党である共和党と統一アイルランド党は共に、自身を中道政党であると位置づけている。左派としては労働党、緑の党、シン・フェイン、社会党などがある。無所属の議員が一定の役割を果たす場合もある。

## 北アイルランド
北アイルランドを巡る問題は、1920年にアイルランドが南北に分断されてからアイルランドにおける主要な政治上の争点であった。アイルランド統治法による北アイルランドの成立は、アイルランドへの統合を求める民族主義者（ナショナリスト）とイギリス施政下への残留を求める連合主義者（ユニオニスト）の対立を激化させた。イギリスの植民地としてのアイルランドの歴史と、それに起因するカトリック対プロテスタントの宗教上の対立が、題を更に解決困難なものにしてしまった。1960年代末からはIRA暫定派、ユニオニスト派民兵、北アイルランド警察、イギリス軍が互いに攻撃を繰り返し、数千人もの犠牲者が生じた。英語では単に the Troubles と呼ばれているこの北アイルランド紛争は、北アイルランドのみならずアイルランド共和国、イギリス本国へも拡大していった。
アイルランド共和国政府はその建国から一貫して、北アイルランド問題の平和的解決とアイルランドの統合を目指してきた。北アイルランドを巡って、アイルランド政府とイギリス政府との間に緊張が走ったことも何度が存在する。1998年にベルファスト合意を結ぶなど、両政府は問題解決へ向けて模索を続けている。 中長期的には北アイルランド政府の自治権拡大とアイルランド、イギリス両政府の欧州連合参加による間接的な関与により、課題を解決するものとみられる。